# Ołeh Poływacz
Ołeh Poływacz (ukr. Олег Поливач, ur. 16 stycznia 1975 w Kijowie) – ukraiński bobsleista, olimpijczyk. Od początku 2021 trener główny polskiej kadry narodowej bobslei i skeletonu.
Wystąpił na Zimowych Igrzyskach Olimpijskich 1998 w kategorii dwójek (z Jurijem Panczukiem) i zajął 22. miejsce. Pojawił się także w czwórkach na Zimowych Igrzyskach Olimpijskich 2002. Razem z załogą zdobył 22. miejsce (załoga: Ołeh Poływacz, Bohdan Zamostianyk, Ołeksandr Iwanyszyn, Jurij Żurawski).